# Elfriede Müller (Schriftstellerin)
Elfriede Müller (* 22. März 1956 in Düppenweiler) ist eine deutsche Schriftstellerin, Schauspielerin und freie Autorin.

## Leben
Müllers Eltern führten einen Gasthof mit Landwirtschaft am Litermont. 1973 bis 1976 erhielt sie an der Musikhochschule  Frankfurt eine Ballettausbildung, 1976 bis 1978 besuchte sie ein Abendgymnasium und machte das Abitur. 1978 bis 1982 absolvierte sie eine Schauspielausbildung an der Hochschule der Künste Berlin.
1983 war sie Mitbegründerin des Theaters zum westlichen Stadthirschen in Berlin. Als Schauspielerin erhielt sie Gastengagements am Schauspiel Frankfurt und am Theater Oberhausen. Ab 1984 arbeitete sie kontinuierlich mit der Choreographin Vivienne Newport und deren Tanzkompanie in Frankfurt zusammen.
1988 erschien ihr erstes, stark autobiographisch gefärbtes, im Saarland spielendes Theaterstück Bergarbeiterinnen, das im selben Jahr an den Städtischen Bühnen Freiburg unter der Regie von Hagen Mueller-Stahl uraufgeführt wurde. Es folgten das 1989 im Literaturhaus Berlin uraufgeführte Meta-Theaterstück Damenbrise und die poetisch-realistische Konversationskomödie Glas, uraufgeführt 1990 am Schauspielhaus Düsseldorf (Regie Fred Berndt)
1990 erhielt Elfriede Müller den Preis der Frankfurter Autorenstiftung.
Seit 2013 lebt Elfriede Müller in Bonn. Als Reaktion auf die Deutsche Wiedervereinigung erschien 1991 ihr am Landestheater Tübingen uraufgeführtes Stück Goldener Oktober. 1993 wurde am Theater am Neumarkt in Zürich ihre Gesellschaftssatire Brautbitter unter der Regie von Friederike Vielstich uraufgeführt. 1995 erschien Lovekicks und 1997 Die Touristen, worin der Urlaub als existenzieller Alptraum erscheint (Uraufführung Theater Oberhausen 1997, Regie Klaus Weise).
Eingeladen zu den Mülheimer Theatertagen wurden Die  Bergarbeiterinnen 1988 und Die Touristen 1997.
In den folgenden Jahren arbeitete Elfriede Müller vorwiegend als freie Autorin (Tanger in DU, Zwei Tauben sassen auf einem Dach – Pina Bausch in Theaterautorinnen (Hrsg. Ursula Rühle), Porträt Rolf Mautz Elf Jahre und eine Nacht in Theater Heute 2002).

## Schriften
- Die Bergarbeiterinnen/Goldener Oktober. Verlag der Autoren, Frankfurt am Main 1992, ISBN 3-88661-133-7.
- Damenbrise. Verlag der Autoren, Frankfurt am Main 1989
- Glas. Verlag der Autoren, Frankfurt am Main 1990
- Goldener Oktober. Verlag der Autoren, Frankfurt am Main 1991
- Herrengedeck. Verlag der Autoren, Frankfurt am Main 1992
- Brautbitter. Verlag der Autoren, Frankfurt am Main 1993
- Lovekicks. Verlag der Autoren, Frankfurt am Main 1996
- Die Touristen. Verlag der Autoren, Frankfurt am Main 1997

## Übersetzungen
- Patrick Rotman: Die Seele in der Faust. Assoziation A, Berlin 2010, ISBN 978-3-935936-89-7.